# A Infância de Romeu e Julieta
A Infância de Romeu e Julieta (título en español: La Infancia de Romeo y Julieta) es una telenovela brasileña producida y transmitida por SBT en asociación con Amazon Prime Video que se emitió del 8 de mayo de 2023 al 19 de agosto de 2024. La telenovela está basada en la tragedia Romeo y Julieta, escrita por William Shakespeare. Desarrollada por Íris Abravanel, A Infância de Romeu e Julieta fue dirigida por Rica Mantoanelli y está protagonizada por Vittória Seixas, Miguel Ângelo, Juliana Schalch, Bianca Rinaldi, Lu Grimaldi, Luiz Guilherme, Karin Hils y André Mattos.

## Elenco
| Actor/Actriz        | Personaje                           |
| ------------------- | ----------------------------------- |
| Vittória Seixas     | Julieta Campos Matos (Juli)         |
| Miguel Ângelo       | Romeu Monteiro (Rô) / Rômulo Castro |
| Juliana Schalch     | Mariana Campos Matos                |
| Bianca Rinaldi      | Vera Monteiro                       |
| Lu Grimaldi         | Clara Bernardi Campos               |
| Luiz Guilherme      | Hélio Campos                        |
| Karin Hils          | Gláucia Monteiro Bastos             |
| André Mattos        | Fausto Guerra                       |
| Fábio Ventura       | Bernardo Monteiro                   |
| Guilherme Sant’anna | Leandro Monteiro                    |
| João Baldasserini   | Daniel Matos                        |
| Ciro Sales          | Vitor Campos                        |
| Vivi Lucas          | Lívia Gaspar                        |
| Gianlucca Mauad     | Alex Ferrari                        |
| Jolie               | Karen Gaspar                        |
| Vinícius Pieri      | Patrick Santana                     |
| Bárbara Cruz        | Rosalina Hartmann                   |
| Miguel Schmid       | Téo Pinheiro Monteiro               |
| Yasmin Prado        | Sofia                               |
| Lucas Salles        | Bassânio de Jesus                   |
| Lucas Salles        | Basílio de Jesus                    |
| Lis Luciddi         | Telma Gaspar                        |
| Felipe Roque        | Mauro Ferrari                       |
| Velson D’Souza      | Frederico Bastos (Fred)             |
| Beatriz Oliveira    | Pórcia Guerra                       |
| Lincoln Tornado     | Enzo Ribeiro                        |
| Thamiris Mandú      | Amanda Pinheiro Ribeiro             |
| Lukas Cabral        | Fernando Monteiro Bastos (Nando)    |
| Samuel Estevam      | Dimitri Monteiro Bastos (Crânio)    |
| Miguel Soares       | Ian Ferrari                         |
| Arlyane Carvalho    | Nathália Pinheiro (Nath)            |
| Bella Alelaf        | Ellen Gaspar                        |
| Gabriel Miller      | Muke                                |
| Matheus Ueta        | Leon                                |
| Zaira Harue         | Trapaça / Isabel Gomes Saito        |
| Antonella Dez       | Fê Dengosa (Fedê) / Alice           |
| Miguel Trajano      | Chilique / Samuel                   |
| Rayssa Zago         | Domitila Rigatoni                   |
| Guilherme Faria     | Mini                                |
| Christiana Ubach    | Laura                               |
| Felipe Costa        | Diego Santana                       |

### Participaciones especiales
| Actor/Actriz         | Personaje                              |
| -------------------- | -------------------------------------- |
| Lilian Blanc         | Branca Delfino                         |
| Glauce Graieb        | Señora peatona                         |
| Arlete Montenegro    | Aparecida R. Gomes (Dama perdida)      |
| Duda Pimenta         | Kessya Soares                          |
| Henrique Stroeter    | Cláudio                                |
| Lana Rhoades         | Catarina                               |
| Adriana Alves        | Adelaide                               |
| Nill Marcondes       | Nilton                                 |
| Naiumi Goldoni       | Reportera                              |
| Anderson Tomazini    | Simão Garcia                           |
| Luciano Chirolli     | Adriel Príncipe                        |
| Gui Ventura          | Daren Príncipe                         |
| Giovanna Chaves      | Ella misma                             |
| Gabriel Muglia       | Luciano, el detective                  |
| Danilo Dal Farra     | Francis                                |
| Lucas Leal           | Pedro, el repartidor                   |
| Virgínia Rosa        | Onete Ribeiro                          |
| William Ribeiro      | Carlos Maurício                        |
| Clarinha Larchete    | Luana                                  |
| Daniel Nini          | Nino                                   |
| João Lucas Takaki    | Paulo                                  |
| Taiguara Nazareth    | James Wills                            |
|                      | Gabi                                   |
| Milena Sayuri Kadena | Primo de Trapaça                       |
| Melina Menghini      | Madre de Trapaça                       |
|                      | Mujer Misteriosa                       |
|                      | João                                   |
| Fernando Cavalcante  | Victor Magalhães                       |
| Letícia Bufoni       | Ella misma                             |
|                      | Luís                                   |
|                      | Ricardo                                |
|                      | Robson                                 |
|                      | Carlos Marcondes                       |
|                      | Juliano Juju                           |
|                      | Flávia Monteiro                        |
|                      | Padre de Karen, Lívia y Ellen (Plínio) |
|                      | Romeu (Bebé)                           |
|                      | Julieta (Bebé)                         |
| Sophia Rosa          | Flávia (Niña)                          |
| Júnior Dmais         | Fausto (Niño)                          |
| Mariana O'Donovan    | Clara (Niña)                           |
| Pedro Pires          | Hélio (Niño)                           |
| Victor Daniel        | Leandro (Niño)                         |
| Bernardo Soares      | Ian (Menor)                            |

## Audiencia
| Temporada | Episodios | Primera emisión   | Primera emisión              | Última emisión       | Última emisión               | Prom. de espectadores (Puntos de rating) |
| Temporada | Episodios | Fecha             | Audiencia (Puntos de rating) | Fecha                | Audiencia (Puntos de rating) | Prom. de espectadores (Puntos de rating) |
| --------- | --------- | ----------------- | ---------------------------- | -------------------- | ---------------------------- | ---------------------------------------- |
| 1         | 335       | 8 de mayo de 2023 | 6,3                          | 19 de agosto de 2024 | 4,6                          | 4,6                                      |